# 圣克里斯托夫勒绍德里
圣克里斯托夫勒绍德里（法語：Saint-Christophe-le-Chaudry，法語發音：[sɛ̃ kʁistɔf lə ʃodʁi]）是法国谢尔省的一个市镇，位于该省南部偏西，属于圣阿芒蒙龙区。

## 地理
圣克里斯托夫-勒绍德里（46°34'54"N, 2°22'8"E）面积17.52 平方千米，位于法国中央-卢瓦尔河谷大区谢尔省，该省份为法国中部省份，北起卢瓦雷省，西接卢瓦-谢尔省和安德尔省，南至克勒兹省，东南接阿列省，东临涅夫勒省。
与圣克里斯托夫-勒绍德里接壤的市镇（或旧市镇、城区）包括：屈朗、阿尔农河畔卢瓦、雷尼、韦丹。
圣克里斯托夫-勒绍德里的时区为UTC+01:00、UTC+02:00（夏令时）。

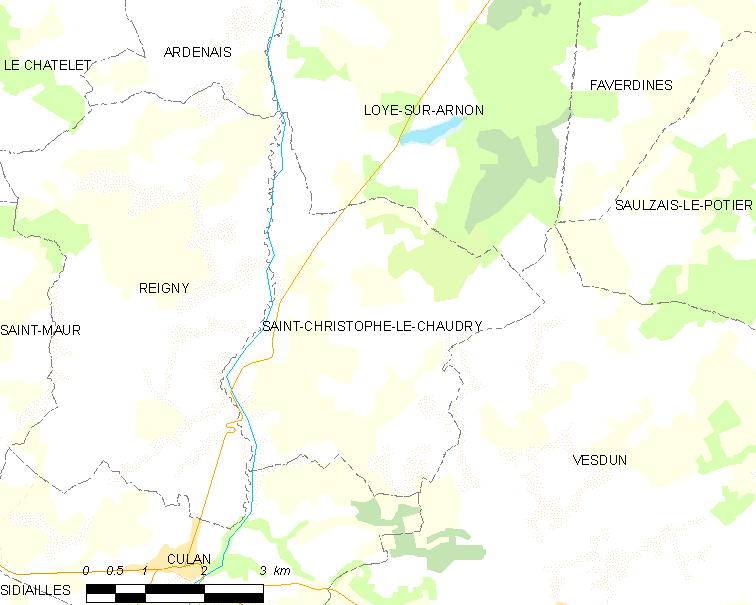
圣克里斯托夫-勒绍德里的OSM定位图

## 行政
圣克里斯托夫-勒绍德里的邮政编码为18270，INSEE市镇编码为18203。

## 政治
圣克里斯托夫-勒绍德里所属的省级选区为沙托梅扬县。

## 人口
圣克里斯托夫-勒绍德里于2022年1月1日时的人口数量为94人。

1962-2008年间圣克里斯托夫-勒绍德里人口变化图示